# Enarmonia acrocausta
Enarmonia acrocausta är en fjärilsart som beskrevs av Turner 1925. Enarmonia acrocausta ingår i släktet Enarmonia och familjen vecklare. Inga underarter finns listade i Catalogue of Life.